# Das Fest der Handwerker
Personnages
- Herr Wohlmann, charpentier et chef d'entreprise
- Kluck, maçon (Berlinois)
- Hähnchen, menuisier (Berlinois)
- Stehauf, ferblantier (Berlinois)
- Puff, serrurier (Stettinois)
- Wilhelm Kind, charpentier (de Dresde)
- Madame Kluck
- Madame Stehauf
- Madame Puff
- Frau Mietzel, Wirtin
- Lenchen, ihre Tochter

Das Fest der Handwerker (en français, La Fête des artisans) est un opéra sur un livret de Louis Angely.

## Synopsis
La pièce se passe dans le jardin d'un tabac du Vogtland, devant une grille fermée. Il y a des tables, des bancs et des chaises dans le jardin.

## Histoire
Das Fest der Handwerker connaît un grand succès et donne naissance au Berliner Lokalposse. Le comique de cette pièce se trouve principalement dans les différents dialectes allemands et leurs caractéristiques.
Peu après, Philipp Thielmann crée une pièce en réponse à Das Fest der Handwerker. En 1929, Paul Quensel (de) adapte cette pièce sur une musique de Franz Schubert.